# Werner Früh
Werner Früh (* 4. März 1947 in Gönnheim; † 15. Mai 2023) war ein deutscher Kommunikations- und Medienwissenschaftler.

## Wissenschaftliche Laufbahn
Nach dem Abitur studierte Früh Publizistikwissenschaft, Soziologie, Germanistik und Kulturwissenschaft an der Johannes Gutenberg-Universität Mainz. Ebenfalls in Mainz promovierte er 1978 mit einer Untersuchung zum Zusammenhang von Textgestaltung und Textwirkung. 
Bereits ab 1976 arbeitete Werner Früh als Leiter der Abteilung für Text- und Medienanalyse am damaligen Zentrum für Umfragen, Methoden und Analysen (ZUMA) in Mannheim. Anfang der 1980er Jahre entwickelte er gemeinsam mit Klaus Schönbach das dynamisch-transaktionale Modell der Medienwirkungsforschung.
1987 wurde Früh auf die Professur für angewandte Medienforschung an die Ludwig-Maximilians-Universität München berufen. Von 1994 bis 2013 war er Professor für empirische Kommunikations- und Medienforschung am Institut für Kommunikations- und Medienwissenschaft der Universität Leipzig. 

## Veröffentlichungen (Auswahl)
- Lesen, Verstehen, Urteilen: Untersuchung über den Zusammenhang von Textgestaltung und Textwirkung, Freiburg und München 1980
- Inhaltsanalyse, München 1981
- mit Klaus Schönbach: Der dynamisch-transaktionale Ansatz. Ein neues Paradigma der Medienwirkungen, in: Publizistik, 27. Jg. 1982, H. 1/2, S. 74–88
- Realitätsvermittlung durch Massenmedien: Die permanente Transformation der Wirklichkeit, Opladen 1994
- Gewaltpotentiale des Fernsehangebots: Programmangebot und zielgruppenspezifische Interpretation, Wiesbaden 2001
- Unterhaltung durch das Fernsehen: Eine molare Theorie, Konstanz 2002
- Hrsg. zusammen mit Hans-Jörg Stiehler Theorie der Unterhaltung. Ein interdisziplinärer Diskurs, Herbert von Halem Verlag, Köln 2003, ISBN 978-3-931606-58-9.
- Hrsg. zusammen mit Felix Frey Narration und Storytelling. Theorie und empirische Befunde, aus der Reihe Unterhaltungsforschung, Herbert von Halem Verlag, Köln 2014, ISBN 978-3-86962-083-1.